# 俄羅斯—瑞士關係
俄罗斯-瑞士关系是俄罗斯和瑞士之间的外交关系。1816年，瑞士在圣彼得堡开设了领事馆，90年后又将其升级为公使馆。两国于1923年断绝外交关系，当时俄罗斯正经历革命动乱时期，直到1946年才恢复外交关系。

## 历史

### 俄罗斯帝国和瑞士

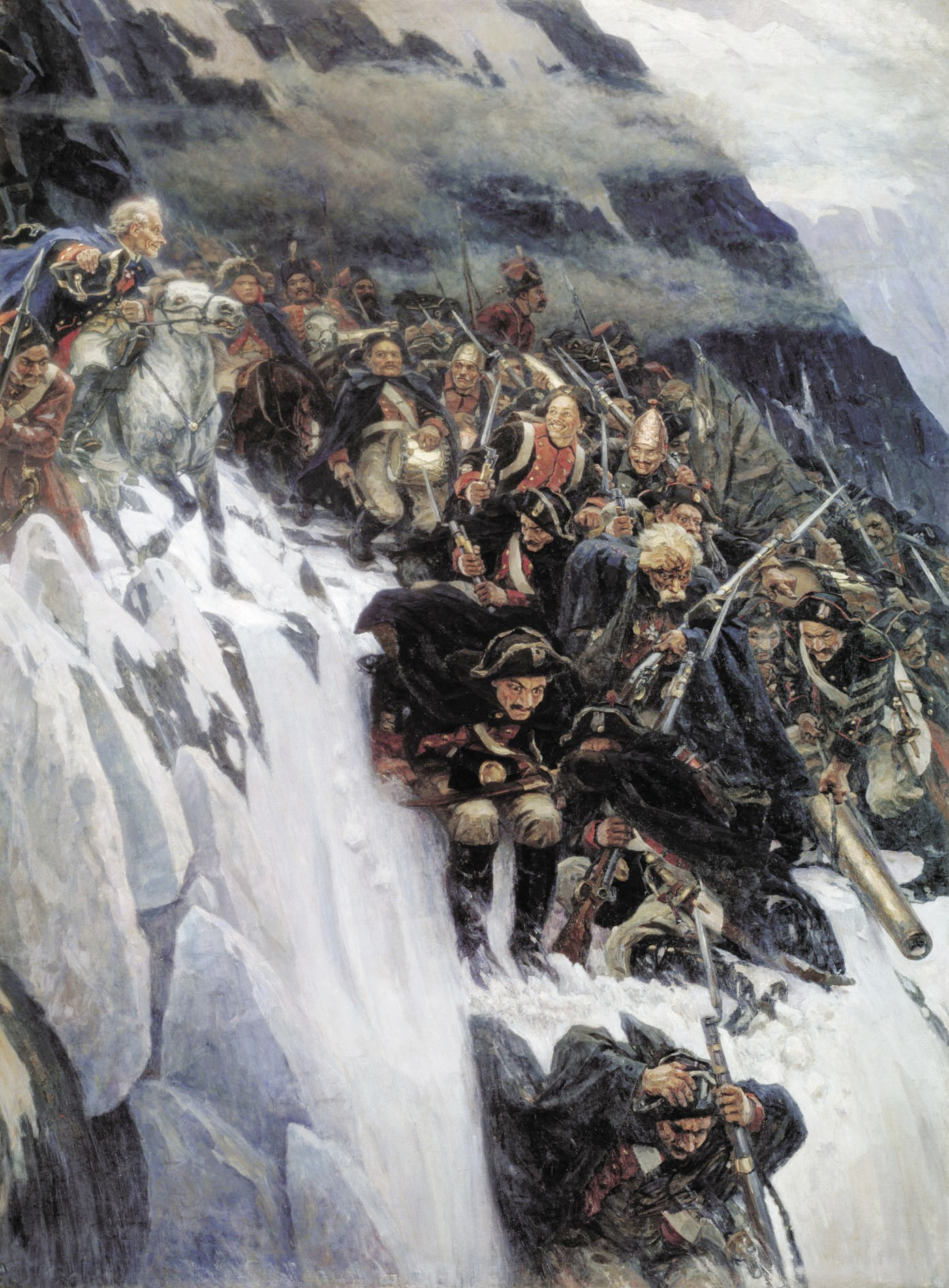
苏沃洛夫的军队越过瑞士阿尔卑斯山（1799年）

瑞士人和俄国人之间的一些重要联系早在17世纪就开始了。1675年，一名20岁的瑞士士兵勒福特来到莫斯科，为罗曼诺夫王朝效力，并很快获得了显赫的地位。虽然沙皇彼得一世还是个孩子的时候就加冕了，但彼得的姐姐索菲娅，后来是他的母亲纳塔利娅·纳雷什基娜，以及他们的波雅尔亲戚，在那之后统治了这个国家超过十年——这让小彼得有足够的时间梦想当他拥有真正的权力时如何改变他的国家。勒福特碰巧是对年轻的沙皇的世界观产生重大影响的人之一，而当彼得完全掌管国家时，瑞士士兵就成了他的高级顾问之一，在彼得现代化运动的头几年里，他的影响力非常大。
尽管勒福特在彼得统治时期(1699年)很早就去世了，但还有不少瑞士士兵、冒险家、教育家和学者在俄罗斯帝国的历史上做出了贡献。1712年以前，瑞士籍意大利建筑师多梅尼科·特雷齐尼一直是圣彼得堡建筑工程的总经理，他被认为是彼得罗夫巴洛克风格的缔造者，彼得罗夫巴洛克是这座城市早期建筑的特色。数学家莱昂哈德·欧拉和伯努利家族的五名成员成为圣彼得堡科学院的成员。在勒福特之后的一个世纪，弗雷德里克·塞萨尔·代·拉·阿尔佩在培养未来的沙皇亚历山大一世方面颇具影响力。
俄国人第一次大规模出现在瑞士要追溯到拿破仑战争的早期。1799-1800年，苏沃洛夫的军队在瑞士和意大利北部来回作战。虽然这些战役的结果还不确定，但苏沃洛夫被授予了元帅的军衔，并且成为了俄国画家们最喜爱的创作主题（特别是在潘尼山口的撤退）。
作为回报，大约8000名瑞士士兵在1812年加入拿破仑的军队入侵俄罗斯。在这场灾难性的战役中，只有几百人幸存下来。瑞士人在别列津纳河战役的英勇事迹流芳百世。

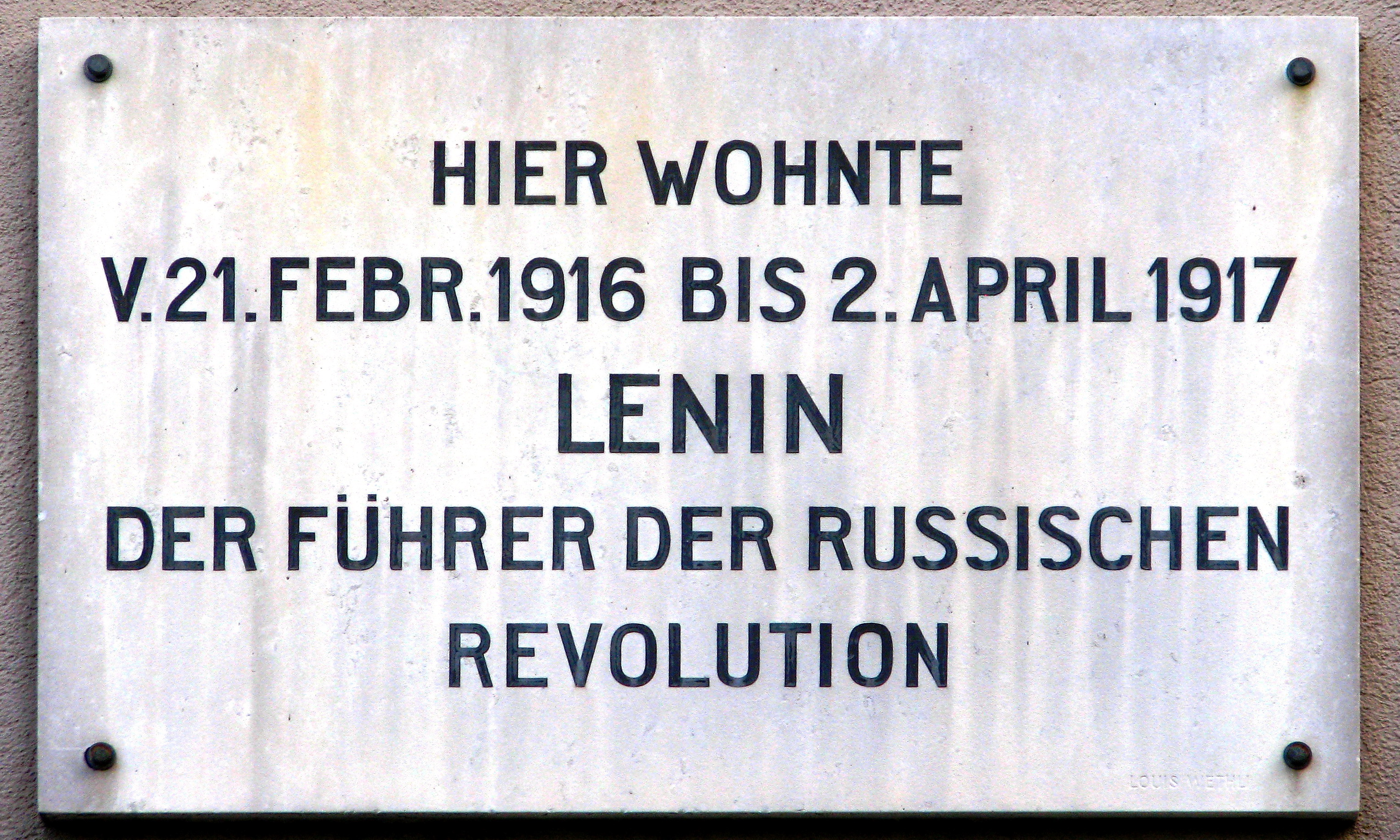
列宁就曾经停留在瑞士

19世纪，瑞士因其自由的文化，瑞士共和国政府与俄罗斯帝国政府之间缺乏特别密切的关系，有时在战争中也保持中立，成为俄罗斯反沙皇移民的普遍避难所。在瑞士避难的俄罗斯流亡者名单上有亚历山大·赫尔岑，他于1851年成为瑞士公民，也有弗拉基米尔·列宁，他在第一次世界大战期间留在了瑞士，多亏了所谓的“密封火车”，他在1917年才得以离开瑞士。
同样的原因使瑞士成为吸引俄罗斯学生的磁石。在瑞士的俄罗斯学生数量在1906-07年达到顶峰，就在1905年俄罗斯革命失败之后，当时36%的瑞士大学生是俄罗斯人（6444名大学生中有2322名是俄罗斯人）。不仅那一年在瑞士大学注册的所有外国学生中的大多数（其中有3,784人）来自俄罗斯，超过三分之二的俄罗斯学生（2,322人中的1,507人）是女性，主要是因为犹太人在俄罗斯受教育权被区别对待。

### 现代俄罗斯和瑞士
苏联解体后，与苏联时期相比，前往西欧的俄罗斯游客和移民人数显著增加。然而，对他们中的大多数人来说，瑞士仍然是前往更受欢迎的地中海目的地途中的一个飞越国。
2002年7月1日，一架巴什克利安航空包机在从德国进入瑞士领空之前与一架DHL货机相撞，原本平静的局势演变成了一场悲剧。两架飞机上的71人全部遇难。俄羅斯罹難者家屬维塔利·卡洛耶夫在失去了整个家庭后，杀害了當日值班的航空管制員彼得·尼尔森，他认为其應对这起事故负起责任。

## 常驻外交使团
- 俄罗斯在伯尔尼有大使馆，在日内瓦有总领事馆。
- 瑞士在莫斯科有大使馆，在圣彼得堡有总领事馆。

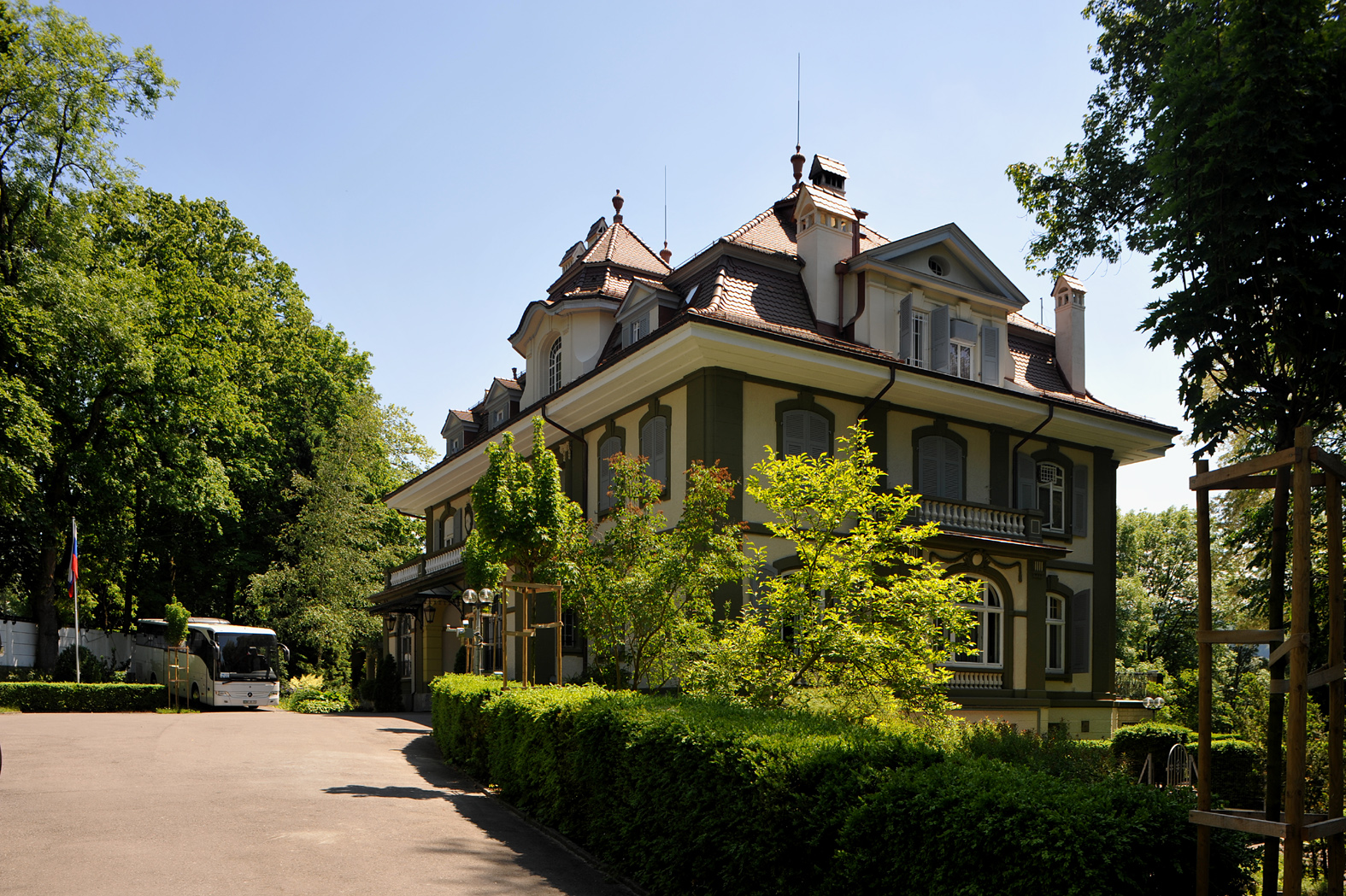
俄罗斯驻伯尔尼大使馆
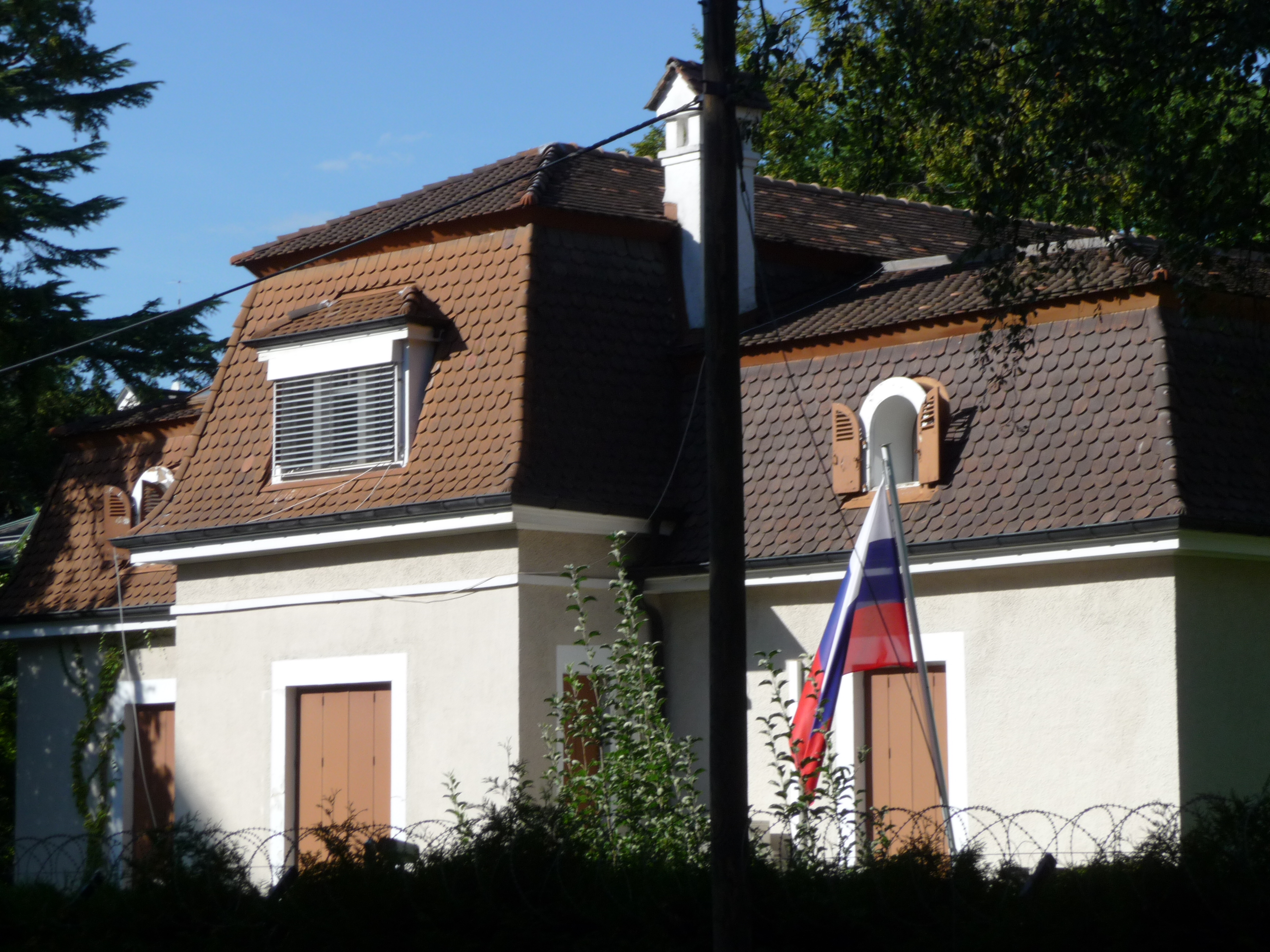
俄罗斯驻日内瓦总领事馆
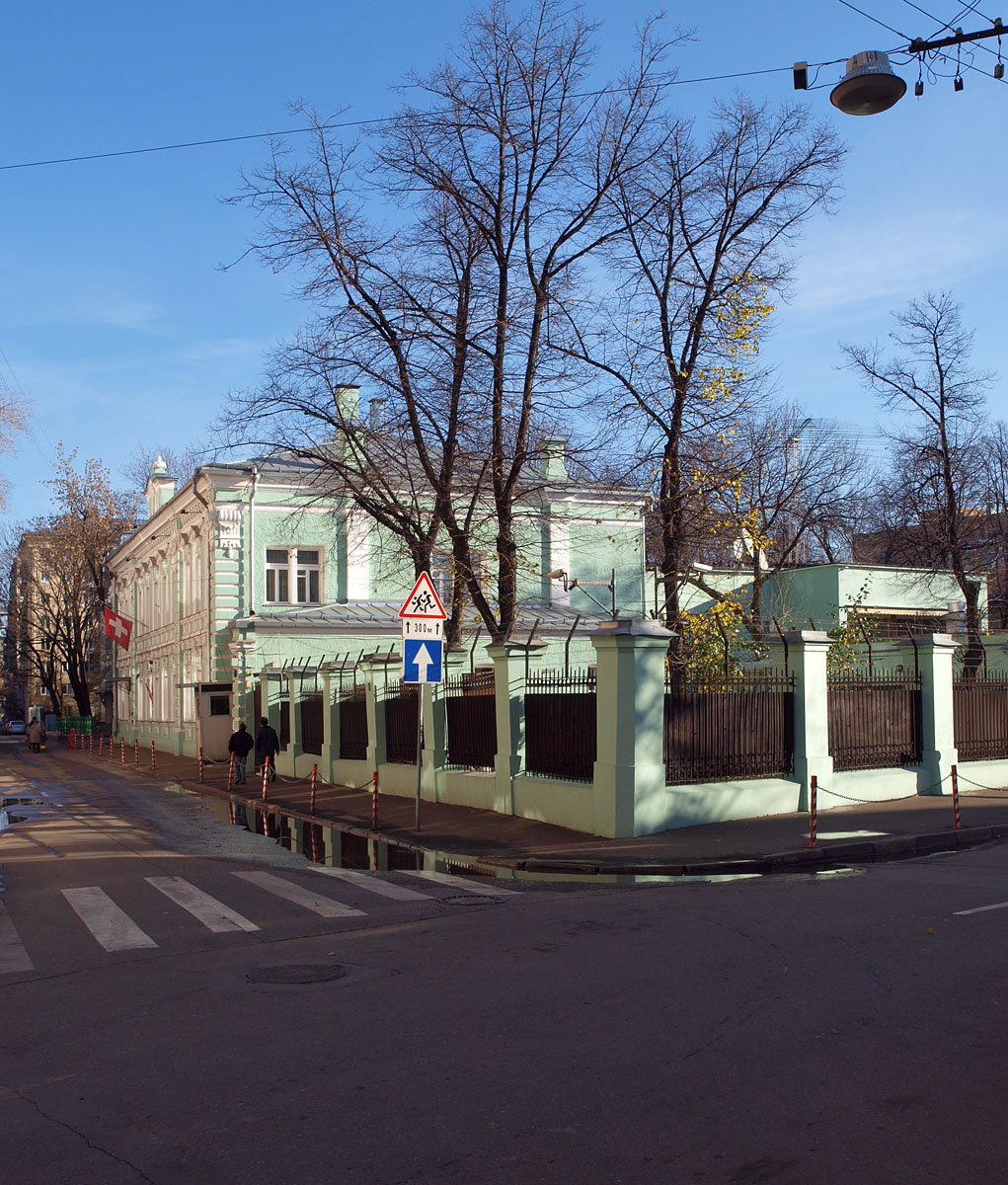
瑞士驻莫斯科大使馆
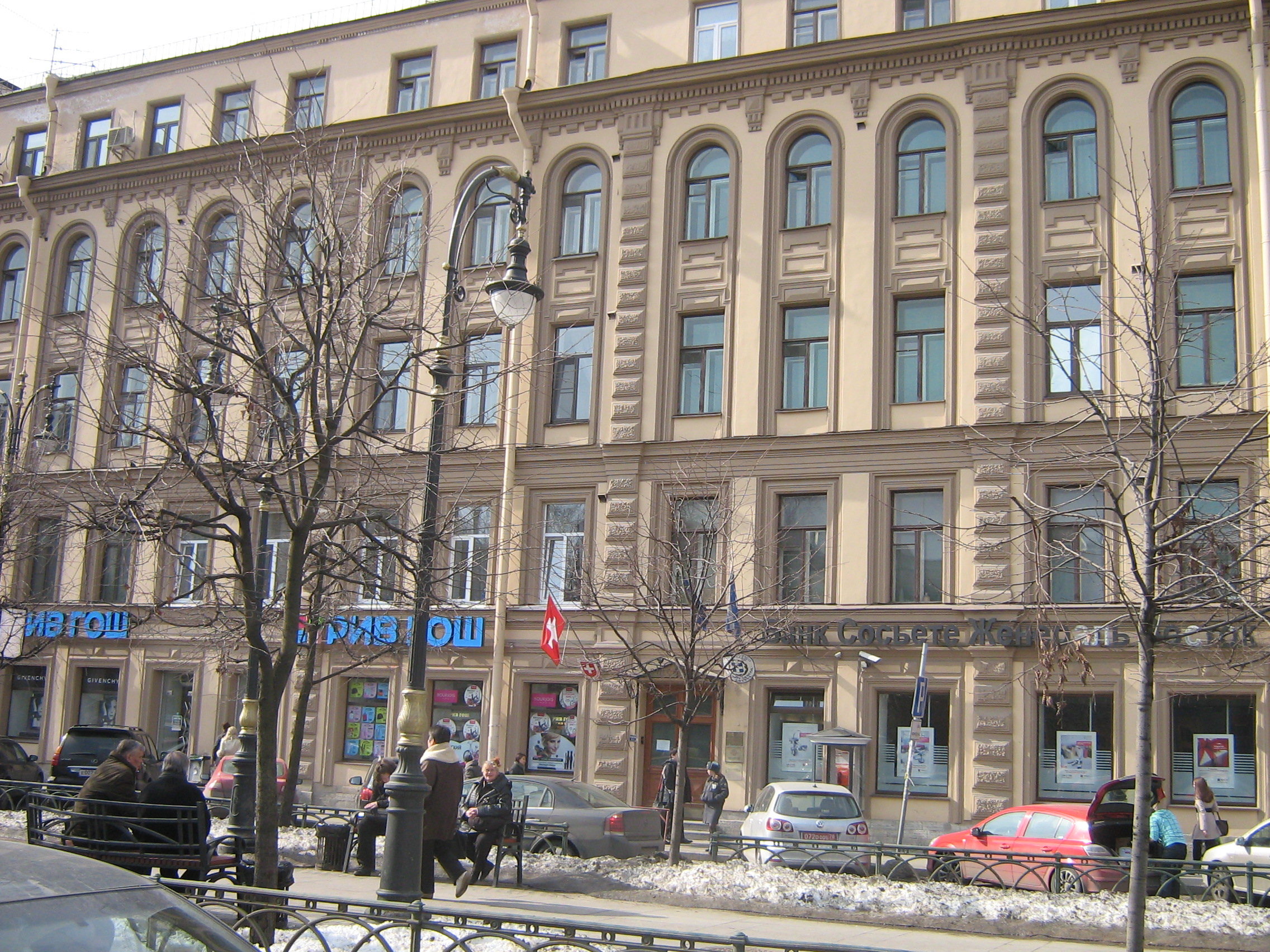
瑞士驻圣彼得堡总领事馆